# Jacob Koninck den äldre

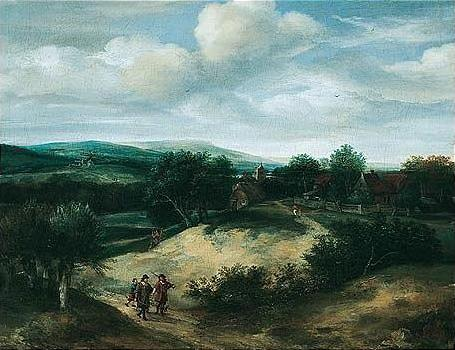
Målning av Jacob Koninck från 1667.

Jacob Koninck, född omkring 1610, död omkring 1690, var en landskapsmålare från Republiken Förenade Nederländerna. Han var far till Jacob Koninck den yngre och bror till Philips Koninck.
Koninck är mest känd från Köpenhamn där han för Christiansborgs slott fick utföra dekorativa arbeten. Koninck är representerad vid bland annat Göteborgs konstmuseum.